# Genzei Nippon
Genzei Nippon (減税日本, literalment, «reducció d'impostos Japó») és un partit polític regionalista japonès, amb seu a la ciutat de Nagoya i liderat per l'alcalde de la ciutat, Takashi Kawamura. El partit va ser format per Kawamura el 26 abril de 2010 i va obtenir alguns escons a nivell nacional, abans de fusionar-se a aquest nivell amb el Partit del Futur del Japó el novembre de 2012. Va mantenir la seva identitat local, mantenint força a la Prefectura d'Aichi (amb capital Nagoya). Igual que Kawamura, 12 dels 75 assembleistes locals de la ciutat de Nagoya pertanyen al partit.
La formació es va enfortir amb dissidents del Partit Demòcrata del Japó (PDJ) i va obtenir representació en la Dieta Nacional al maig de 2011, quan la diputada Yuko Sato va abandonar el PDJ.
Altres dos membres de la Cambra de Representants del PDJ, Koki Kobayashi i Toshiaki Koizumi, van renunciar per unir-se a Genzei Nippon a l'agost de 2012. El 31 d'agost, els tres diputats junt amb Tomoyuki Taira, que també va abandonar el PDJ, van formar el bloc "Genzei Nippon-Heian" dins la càmera amb Koizumi com a capdavantera. A l'octubre de 2012, altres dos diputats Atsushi Kumada i Tomohiko Mizuno, també van abandonar el PDJ i van donar una representació pròpia dins de la Dieta com a partit propi, en aconseguir el mínim de cinc diputats per formar un bloc partidista. El 13 de novembre Taira, qui es va mantenir en una posició independent alineat a Genzei Nippon, va abandonar el bloc i es va unir a Minna no To, canviant el nom del bloc a «Genzei Nippon».
El 22 de novembre de 2012, el partit es va fusionar a nivell nacional amb el Partit Anti-TPP, Zero Nuclear, que s'havia format tres dies abans, i es reanomenà com Partit de Reducció d'Impostos, Anti-TPP, Zero Nuclear. Uns dies després, es va fusionar amb el Partit del Futur del Japó per participar amb major força en les eleccions generals de desembre. La representació local del partit es va mantenir intacte, sobretot a Nagoya.
El partit s'enfoca principalment en la reducció d'impostos als ciutadans. També ha mostrat la seva oposició a l'ús de l'energia nuclear, així com de l'Acord Transpacífic de Cooperació Econòmica (TPP).